# Tartalo
Tartalo (także Tartaki, Torto, Alabarri, Anxo) – w mitologii baskijskiej cyklopy trudniące się pasterstwem  łowiectwem, pożerające ludzi.
W części prowincji Vizcaya tartalo wyobrażano sobie jako posiadające tylko jedną stopę.